# Albano Laziale
Albano Laziale er en italiensk by (og kommune) i regionen Lazio i Italien, med omkring 39.718(2023) indbyggere. 